# Литовој
Литовој (грч. Λεπτοκαρυά, Лептокарија) је насељено место у општини Пела у периферији Средишња Македонија, Грчка. Према попису из 2021. године било је 132 становника.
Према бугарском географу и историчару, Василу Канчову, у Литовоју је 1900. године живело 200 Словена хришћана. Године 1924. словенско становништво је принудно исељено у Бугарску, укупно 207 мештана. На њихово место су насељене грчке избеглице, којих је на попису из 1928. године било 364.